# Konrad Kucza-Kuczyński
Konrad Kucza-Kuczyński (ur. 2 stycznia 1941 w Czerwonym Dworze) – polski architekt, profesor nauk technicznych, laureat Honorowej Nagrody SARP z 1995.

## Życiorys
Syn Ireny Kucza-Kuczyńskiej (1918–2008), nauczycielki-polonistki, malarki. W 1964 ukończył studia architektoniczne na Politechnice Warszawskiej. W latach 1980–1985 był wykładowcą Politechniki Białostockiej, w 1981 obronił doktorat. W 1989 uzyskał habilitację, a w 1999 tytuł profesora nauk technicznych. Był członkiem prezydium i przewodniczącym sekcji architektury Komitetu Architektury i Urbanistyki Polskiej Akademii Nauk.
Od 1991 razem z Andrzejem Miklaszewskim prowadzi biuro architektoniczne Atelier 2.
Autor kilkunastu publikacji z dziedziny teorii i praktyki architektonicznej. W 1993 odznaczony Krzyżem Kawalerskim Orderu Odrodzenia Polski, a w 2014 – Krzyżem Oficerskim tego Orderu. 
Pod jego kierunkiem stopień naukowy doktora uzyskali Jerzy Uścinowicz (1997), Bartosz Czarnecki (1999) i Anna Wierzbicka (2010).
Jest członkiem Akademii Inżynierskiej w Polsce.
W 2013 został członkiem czynnym Polskiej Akademii Umiejętności.

## Nagrody i wyróżnienia
- 1993 – Krzyż Kawalerski Orderu Odrodzenia Polski[8]
- 1995 – Honorowa Nagroda SARP[8]
- 2014 – Krzyż Oficerski Orderu Odrodzenia Polski[9]
- 2019 – Medal Politechniki Warszawskiej[10]

## Realizacje
- Budynek obserwatorium radioastronomicznego w Piwnicach pod Toruniem
- Kościół Nawrócenia św. Pawła Apostoła w Warszawie (1984)
- Kościół Dobrego Pasterza w Warszawie,
- Osiedle przy ul. Hożej w Warszawie (1990)
- Renowacja i przebudowa wnętrz kościoła Najświętszej Marii Panny w Warszawie (1994)
- Nowa sala zgromadzeń na Jasnej Górze (2000)
- Pomieszczenia Laboratorium Aplikacji i Technologii Mobilnych BRAMA na Wydziale Elektroniki i Technik Informacyjnych PW (2006)
- Pomnik Ewakuacji Bojowników Getta Warszawskiego (2010)